# Vicenta Juaristi Eguino
Vicenta Juaristi Eguino Diez de Medina (La Paz; 2 de abril de 1780 - 1857) fue una heroína de la independencia de Bolivia . Junto a Úrsula Goyzueta y Simona Manzaneda «permanecen en el imaginario colectivo de La Paz como símbolo de la lucha contra la opresión colonial».

## Biografía
Vicenta Juaristi Eguino Diez de Medina nació el 2 de abril de 1780 en La Paz, siendo hija del español Francisco Xavier Juaristi Eguino y de la criolla María Antonia Diez de Medina y Ulloa, su madre falleció en el parto. Según José Macedonio Urquidi, su madre fue doña Magdalena Medina, "de bien adinerada y distinguida estirpe." Era nieta de Tadeo Diez de Medina y Mena, el hombre más rico de la región en aquella época. 
Su padre le procuró una buena educación, pero fue su medio hermano Pedro Eguino quien le enseñó sobre la Ilustración. Tenía como compañera de estudios a Úrsula Goyzueta, de quien fue amiga durante toda su vida. Contrajo matrimonio a los 19 años, en 1799, con el español Rodrigo Flores de Picón. En 1800 fallece su padre y al año siguiente muere también su esposo a causa de una epidemia, vuelve a contraer matrimonio el 1 de noviembre de 1802 con el comerciante criollo Mariano de Ayoroa y Pacheco, hijo de Antonio Baltazar de Ayoroa y Bulucua y de María Evarista Pacheco de Cárdenas y Salgado.Ayoroa era heredero de varias haciendas cocaleras en la región de Yungas y pertenecía a la élite colonial, por tanto era acérrimo defensor de la corona y la autoridad colonial, mientras que Vicenta tenía pensamientos más liberales, tres meses después de la boda decidieron separarse. A pesar de la separación todavía mantuvieron contacto el resto de sus vidas.
Estando soltera, con una gran fortuna y muchos contactos se decidió a organizar tertulias en su casa de la calle Chirinos. Allí tomó contacto con revolucionarios a los que ayudó económicamente. Cuando se decidieron por la sublevación, dio su casa en el barrio de Santa Bárbara para utilizarla como fábrica de municiones, allí tomó contacto con mujeres ajenas a su círculo social como Simona Manzaneda. El 29 de junio de 1809 organizó una fiesta por el cumpleaños de su hermano, aquella noche se muestran las municiones creadas en su fábrica y se decidió iniciar la revolución el 16 de julio.Vio el éxito de la revolución pero también su derrota en octubre de 1809, fue arrestada y juzgada por el realista José Manuel de Goyeneche quien pedía la pena de muerte. Se le fue confiscada la propiedad del Tambo Quirquincho y solo la intervención de su antiguo esposo, Mariano de Ayoroa y Pacheco, pudo salvarle la vida. Tuvo que pagar la suma de 18.000 pesos como multa y 4.000 pesos más para pagar los uniformes de un regimiento realista.
Su hermano, que había logrado escapar en 1809, se unió al ejército de la Junta de Buenos Aires en 1810 y en 1811. Vicenta logró regresar a La Paz cuando los revolucionarios llegaron al Alto Perú. Luego de la derrota en la Batalla de Huaqui, dejó la ciudad y se refugió en el pueblo de Calacato, allí logró salvar la vida de varios criollos cuando estalló la Insurrección de los partidos de Omasuyos, Pacajes y Larecaja. 
En 1814 tomó parte activa en la revolución ayudando a los rebeldes del Cuzco que habían llegado a La Paz y que terminó con la masacre de españoles el 28 de septiembre, esta acción la llevó a se arrestada una vez más en 1816 por Mariano Ricafort. Las viudas de los coroneles españoles que había sido asesinados acusaban a Vicenta por la muerte de sus esposos, entre ellas figuraban Isidora Segurola, esposa de Jorge Ballivián, Francisca Llano esposa de Protasio Armentia y la misma tía de Vicenta, María Josefa Diez de Medina, esposa de Joaquín Revuelta. Inicialmente se buscó la pena de muerte para Vicenta pero dado su origen hidalgo las autoridades se decidieron por el destierro al Cuzco y el pago de una multa de 10.000 pesos. Vicenta pagó la cantidad y pidió que se le dé un tiempo para salir de la ciudad, con esta excusa logró hacer llegar una carta al virrey José de la Serna en Lima con un jugoso donativo en monedas de oro, por esto el virrey ordenó que se evite el destierro y que Vicenta permanezca vigilada en La Paz.
Durante aquellos años las mujeres que apoyaban la independencia recogían su cabello hacia el lado izquierdo para reconocerse entre ellas como patriotas, en 1817 Vicenta asistió a la inauguración de la Alameda (actual Paseo del Prado) y fue atacada por el capitán español Navajas que le cortó el cabello y la arrojó al suelo, desde entonces Vicenta prefirió evitar los actos públicos.
En 1819 recibió la noticia de la muerte de su hermano. Mantuvo una relación sentimental con José Calderón y Sanjinés, quien había luchado junto al Mariscal Sucre en Ayacucho, y fue parte posteriormente de la firma del Acta de Chuquisaca que dio la independencia al Alto Perú. Fruto de esta unión nació su hijo, Pedro.
Una vez concluida la  Guerra de la Independencia, el 18 de agosto de 1825, Vicenta entregó la llave de oro  de la ciudad a Simón Bolívar, al igual que una guirnalda de plata tachonada en piedras preciosas que ella mandó elaborar. como muestra de gratitud hacia el libertador. 
Aunque Vicenta Eguino es reconocida como un símbolo contra la opresión colonia, se sabe que mantuvo en servidumbre a 64 familias indígenas dentro de su hacienda Ataguallani en la región de Chulumani, y junto a su tío Tadeo Antonio Diez de Medina y su primo Protasio Guillén tenían en servidumbre hasta 425 indígenas según el censo de 1829 en la recién fundada República de Bolivia.
Falleció el 14 de marzo de 1857, a la edad de 72 años. A su muerte, recibió solemnes honras fúnebres por parte del presidente Jorge Córdova y de toda la población civil, militar y eclesiástica. En la ciudad de La Paz hay una plaza dedicada a su memoria con una estatua de Vicenta esculpida por Víctor Hugo Barrenechea e inaugurada el 11 de diciembre de 1975.
El imaginario boliviano compara su labor revolucionaria con Charlotte Corday y Madame Roland.

## Descendencia
A pesar de haberse casado en dos ocasiones, Vicenta Eguino no tuvo descendencia con ninguno de sus esposo. Pero si tuvo varias relaciones fuera del matrimonio de las cuales tuvo 5 hijos.
De su relación con su primo lejano, Clemente Diez de Medina, tuvo un hijo:
- Félix, nacido en 1810. No fue reconocido por su padre y solamente llevó el apellido Eguino. Se casó con Nicolasa Meneses y tuvo 4 hijos.

De su relación con Mariano Vidal tuvo un hijo:
- Jorge, reconocido como hijo natural llevó el apellido de su padre. Se casó con María Mercedes Montes y tuvo varios hijos.

De su relación con José Calderón y Sanjinés tuvo un hijo:
- Pedro, no fue reconocido por el padre.

De la relación con José Bernardo Crespo y Montalvo tuvo dos hijos:
- Benita, fue reconocida solamente por su madre. Se casó con José Sanjinés del Corral y tuvo 3 hijos.
- José María, también reconocido sólo por su madre. Se casó con María Encarnación Arduz Hernández y tuvieron varios hijos.